# グロリア・レナード
グロリア・レナード（Gloria Leonard、1940年8月28日 - 2014年2月3日）は、男性誌の出版者に転身したアメリカ合衆国・ニューヨークブロンクス区出身の元ポルノ女優。

## アダルト業界以前
レナードはニューヨークで育ち、アダルト業界に入る前に、かつてウォール街にあり、現在は存在しない公認証券仲介業者シュワイカート・アンド・カンパニーで3年間働いた。彼女はまた、様々なピーアール会社で働き、エレクトラ・レコードのコピーライターを務めた。

## アダルト業界
レナードは1970年代中頃からハードコアポルノ映画に出演し始めた。そしてジョセフ・W・サルノ脚本・監督による『The Trouble With Young Stuff』、『SEXズームイン (All About Gloria Leonard)』やラドリー・メツガー監督の『ミスティ・ベートーベン』などの注目すべき作品に出演した。彼女は1980年代前半に引退するまでに、およそ36本の映画に出演し、コンスタンス・マネー、レスリー・ボーベイ、シャロン・ミッチェル、ジェニファー・ウェルズ、サマンサ・フォックスなどの女優たちと共演した。
1977年から91年まで、レナードは「ハイソサエティ」誌の「出版者」を務めた。同誌は有名人のヌード写真やテレフォンセックスのような斬新な機軸を開拓した。
レナードは1989年から1992年の間、AFAA（Adult Film Association of America - アメリカの成人映画業界の同業者組合）の管理責任者を同組織が表現の自由連合（Free Speech Coalition）に併合されるまで務めた。1990年代に数年間離れた後、1997年に彼女は業界に戻り、1998年にFree Speech Coalitionの会長に選出された。彼女は映画『タブー・アメリカン・スタイル (Taboo, American Style)』でAFVA (American Film and Video Association)から最優秀女優賞を受賞し、後にAFVAの会長になった。

## 私生活
グロリア・レナードは、1980年代にポルノ映画監督のボビー・ホランダーと結婚していた。彼らは1990年に離婚した。

## 死去
レナードは最後となった年に、ハワイのワイメアに家を建てた。2014年1月31日、或いは2月1日未明、その家で重篤な脳卒中を起こした。約24時間にわたり誰にも発見されず放置された後、近所の病院に運び込まれた。脳卒中により広範囲に及ぶ脳損傷が残り、生命維持装置を外された後、2014年2月3日に73歳で永眠した。

## テレビ出演
- 『Simon & Simon』  女性販売員役 - エピソード「Manna from Heaven (天の恵み)」(1984年)

## 受賞
- 1985年 AFAA 最優秀主演女優賞 『タブー・アメリカン・スタイル』[4]
- 1985年 CAFA 最優秀主演女優賞 『タブー・アメリカン・スタイル』[4]
- 1985年 XRCO 最優秀主演女優賞 『タブー・アメリカン・スタイル』[4]
- 1989年 XRCO殿堂顕彰[5]
- AVN殿堂顕彰[6]
- Legends of Erotica[7]

## 出演作の一部
- 1976年 - 『ミスティ・ベートーベン (The Opening of Misty Beethoven)』
- 1977年 - 『ウォーターパワー/アブノーマル・スペシャル (Water Power)』
- 1977年 - 「クライマックス・パート4 (Joy)』
- 1977年 - 『The Trouble with Young Stuff』
- 1978年 - 『マラスキーノ・チェリー/夢性 (Maraschino Cherry)』
- 1978年 - 『SEXズームイン (All About Gloria Leonard)』
- 1981年 - 『ROOM MATES/ブルーコア (Roommates)』
- 1985年 - 『タブー・アメリカン・スタイル1 - 4 (Taboo American Style 1 - 4)』